# Alan Fitch
Ernest Alan Fitch (10 mars 1915 - 7 août 1985) est un homme politique du Parti travailliste britannique.

## Biographie
Fitch fait ses études à la Kingswood School de Bath (1927–1932) et est mineur. Il représente des mineurs au comité exécutif du Conseil régional du travail du Lancashire et du Cheshire.
Il est élu à la Chambre des communes en tant que député de Wigan lors d'une élection partielle en 1958, à la suite du décès du député travailliste Ronald Williams. Il est réélu aux sept élections générales suivantes, avant de prendre sa retraite aux élections générales de 1983, et ce siège sur du Parti travailliste passe à Roger Stott.
Fitch est l'un des deux seuls députés de Wigan au XXe siècle à se retirer plutôt que de mourir en fonction. Son successeur Roger Stott est décédé en fonction en 1999.
Fitch est whip adjoint du gouvernement de 1964 à 1966, lord commissaire du Trésor de 1966 à 1969 et vice-chambellan du ménage de 1969 à 1970, et membre du comité restreint des industries nationalisées. Fitch est également membre du Parlement européen.